# Villerupt
 Villerupt  es una población y comuna francesa, en la región de Lorena, departamento de Meurthe y Mosela, en el distrito de Briey. Es le chef-lieu del cantón de su nombre.

## Demografía
| 290                       | 157 | 327 | 614 | 548 | 789 | ABS. | ABS. | ABS. | 561 | 523 | 623 | 726 | 1 226 | 1 552 | 1 720 | 3 659 | 5 449 | 6 636 | 8 569 | 6 058 | 9 405 | 11 005 | 9 041 | 7 132 | 10 111 | 14 377 | 14 797 | 13 401 | 11 465 | 10 070 | 9 686 | 9 580 |
| (Fuente: INSEE y Cassini) |     |     |     |     |     |      |      |      |     |     |     |     |       |       |       |       |       |       |       |       |       |        |       |       |        |        |        |        |        |        |       |       |